# Hola mi vida
«Hola mi vida» es una canción del grupo musical argentino Tan Biónica, siendo el séptimo sencillo de su álbum de estudio Hola mundo. Esta canción, junto a otras como «Obsesionario en La Mayor», «Las cosas que pasan», «Ciudad mágica» y «La melodía de Dios», es una de las más reconocidas del grupo y contribuyó a expandir la fama del mismo tanto local como internacionalmente.

## Historia y descripción
Tras su lanzamiento, la canción fue muy bien recibida. Es una de las canciones más reconocidas del grupo, siendo una de las canciones más escuchadas del disco. 
Su videoclip fue estrenado oficialmente en el cierre de la gira del Tour Destinológico, luego de que el grupo haya viajado a Los Ángeles para completar la grabación y realizar la mezcla de Hola mundo junto al reconocido productor Rafa Sardina.

## Video musical
El video musical de «Hola mi vida» fue dirigido por Diego Tucci. Fue grabado en el Hotel Alvear. Al principio de la grabación, se puede ver a Chano despertándose y leyendo mensajes de su celular que dicen "Te levantas". Luego, caminando por los pasillos, se encuentra en un cuarto a Seby jugando al ajedrez. Bambi sale de un cuarto y se encuentra con gemelas que le dan una llave. El lobby del hotel se transforma en una fiesta, donde Diega es el DJ, y se puede ver gente disfrazada y bailarines vestidos de piezas de ajedrez. Sobre el final, los Tan Biónica aparecen manejando sobre Avenida del Libertador, y por último, cierran el videoclip en un helipuerto. 